# Henry Daniel
Henry Daniel (* 15. März 1786 im Louisa County, Virginia; † 5. Oktober 1873 in Mount Sterling, Kentucky) war ein US-amerikanischer Politiker. Zwischen 1827 und 1833 vertrat er den Bundesstaat Kentucky im US-Repräsentantenhaus.

## Werdegang
Henry Daniel besuchte die öffentlichen Schulen seiner Heimat in Virginia. Danach zog er nach Kentucky. Nach einem Jurastudium und seiner Zulassung als Rechtsanwalt begann er in Mount Sterling in diesem Beruf zu arbeiten. Gleichzeitig schlug er eine politische Laufbahn ein. 1812 wurde er in das Repräsentantenhaus von Kentucky gewählt. Während des Britisch-Amerikanischen Krieges diente er zwischen 1813 und 1815 als Hauptmann in einer Infanterieeinheit der US Army. In den Jahren 1819 und 1826 war Daniel erneut Abgeordneter im Staatsparlament.
In den 1820er Jahren schloss er sich der Bewegung um den späteren Präsidenten Andrew Jackson an und wurde Mitglied der von diesem gegründeten Demokratischen Partei. Bei den Kongresswahlen des Jahres 1826 wurde Daniel im ersten Wahlbezirk von Kentucky in das US-Repräsentantenhaus in Washington, D.C. gewählt. Dort trat er am 4. März 1827 die Nachfolge von David Trimble an. Nach zwei Wiederwahlen konnte er bis zum 3. März 1833 drei Legislaturperioden im Kongress absolvieren. Seit dem Amtsantritt von Präsident Jackson im Jahr 1829 wurde innerhalb und außerhalb des Kongresses heftig über dessen Politik diskutiert. Dabei ging es um die umstrittene Durchsetzung des Indian Removal Act, den Konflikt mit dem Staat South Carolina, der in der Nullifikationskrise gipfelte, und die Bankenpolitik des Präsidenten.
Nach seinem Ausscheiden aus dem Kongress zog sich Henry Daniel aus der Politik zurück. In den folgenden Jahrzehnten praktizierte er wieder als Anwalt. Er starb am 5. Oktober 1873 in Mount Sterling.